# فران مارتینس
فران مارتینس (اسپانیایی: Ferran Martínez‎؛ زادهٔ ۲۵ آوریل ۱۹۶۸) بازیکن بسکتبال اهل اسپانیا بود.
از باشگاه‌هایی که در آن بازی کرده‌است می‌توان به باشگاه بسکتبال پاناتینایکوس، باشگاه بسکتبال بارسلونا، و باشگاه بسکتبال یوونتوت بادالونا اشاره کرد.